# Salicarus roseri

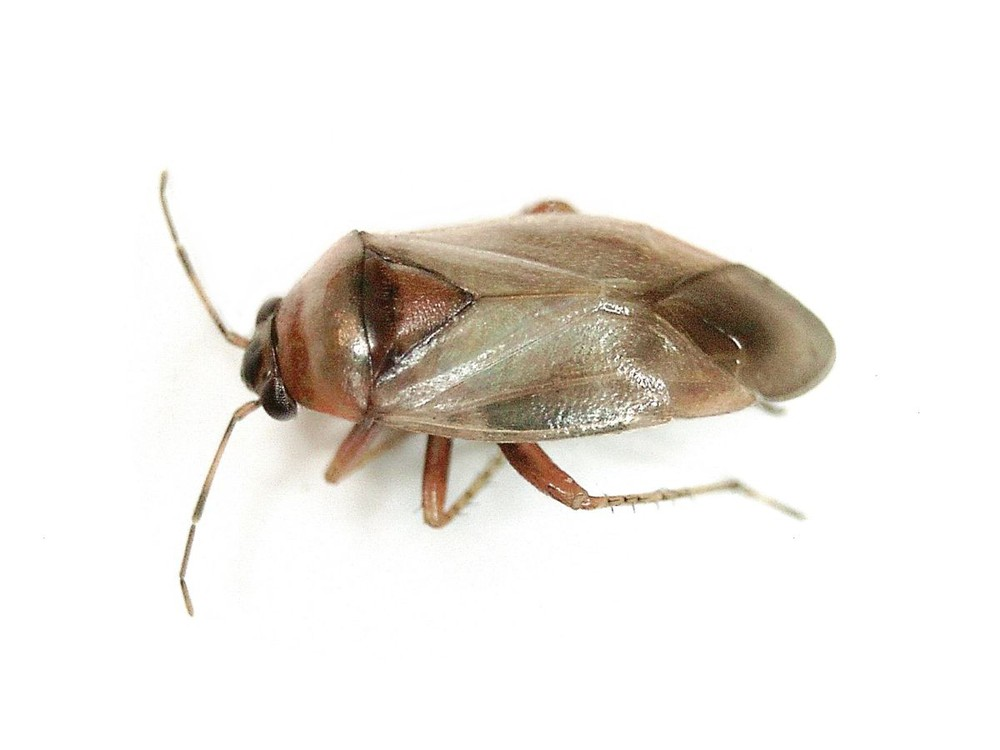
Helleres Exemplar

Salicarus roseri ist eine Weichwanze aus der Unterfamilie Phylinae. Die Art wurde im Jahr 1838 von Gottlieb August Herrich-Schäffer als Capsus roseri erstbeschrieben.

## Merkmale
Die ausgewachsenen Wanzen sind 3,5 bis 4,2 Millimeter lang. Sie besitzen eine länglich-ovale Gestalt. Ihr kurzer Kopf wird an den Seiten von relativ großen Facettenaugen flankiert. Das zweite Fühlerglied ist leicht verdickt. Die Färbung der Dorsalseite sowie der Fühler ist variabel und reicht von rötlich-gelb bis dunkelbraun. Dabei können die Männchen fast vollständig verdunkelt ausfallen, während die Weibchen gewöhnlich eine rotbraune Grundfarbe aufweisen. Ferner gilt: Das Scutellum fällt fast immer schwarz oder verdunkelt aus. Die Femora sind zumindest teilweise rötlich gefärbt. Außerdem entspringen die Dornen der Tibien jeweils einem kleinen schwarzen Fleck.
Die Nymphen sind rot bis rotbraun gefärbt.

## Verbreitung
Salicarus roseri ist in Europa weit verbreitet, fehlt aber in den südlichen Teilen der Mittelmeerländer. Das Vorkommen der Art reicht im Norden bis nach Mittelengland (Yorkshire) und nach Fennoskandinavien, im Süden in den Mittelmeerraum sowie im Osten über den Kaukasus und Sibirien bis in die Mongolei. S. roseri ist in Deutschland und in Österreich weit verbreitet und gilt als nicht selten. Die aus etwa 10 Arten bestehende Gattung Salicarus ist paläarktisch verbreitet. Neben S. roseri kommen in Europa noch S. atlanticus (auf Sardinien) und S. pusillus (in Italien und Griechenland), beide mit sehr begrenzten Arealen, vor.

## Lebensweise
Die Wanzen beobachtet man in Mitteleuropa in der Zeit von Ende Mai bis Anfang August. Als typische Lebensräume von Salicarus roseri werden Feuchtgebiete genannt. Man findet die Wanzen allgemein an ihren Wirts- und Nahrungspflanzen. Diese bilden hauptsächlich schmalblättrige Salix-Arten wie Silberweide (Salix alba) und Purpur-Weide (Salix purpurea). Es werden selten breitblättrige Salix-Arten wie Sal-Weide (Salix caprea), die Asch-Weide (Salix cinerea), die Bruch-Weide (Salix fragilis) und die Lavendel-Weide oder Grau-Weide (Salix eleagnos) als Wirtspflanzen genutzt. Imagines und Nymphen von Salicarus roseri halten sich gewöhnlich auf den Blättern ihrer Wirtspflanzen auf und saugen an deren unreifen Samen. Die Wanzen leben aber offenbar nicht ausschließlich phytophag, sondern ernähren sich vermutlich auch von Kleininsekten und anderen kleineren Gliederfüßern. Die Wanzen trifft man neben den zuvor genannten Wirtspflanzen auch recht häufig an weiteren Pflanzen an. Zu diesen gehören die Gemeine Schafgarbe, Eschen, der Morgenländische Lebensbaum sowie Pappeln.

## Taxonomie
Die drei europäischen Salicarus-Arten gehören zur Untergattung Salicarus. Ein Synonym von Salicarus roseri ist Sthenarus roseri (Herrich-Schaeffer, 1838).